# Halophiloscia canariensis
Halophiloscia canariensis es una especie de crustáceo isópodo terrestre de la familia Halophilosciidae.

## Distribución geográfica
Es endémica de las islas Canarias (España).